# África (Carriera)
África es un pastel sobre papel de la artista italiana Rosalba Carriera, creado hacia 1720 y conservado en la Gemäldegalerie Alte Meister de Dresde. 

## Historia
Rosalba Carriera fue una mujer culta: amaba la música, el teatro, la seda y los bordados que había aprendido de su madre, una hábil bordadora y encajera. Entre sus aficiones destacaba el retrato: de hecho escribió el tratado Diferentes maneras de formar colores para ilustrar el uso del pastel. Antes de retratar a una persona, estudiaba atentamente su expresión facial, tras lo cual elegía una pose elegante, vestidos drapeados y joyas de piedras preciosas y perlas. Vivió durante el triunfo del estilo rococó, pero sus retratos expresan un cierto realismo sorprendente para la época. 
Rosalba Carriera creó series sobre las cuatro estaciones, los cuatro elementos y los cuatro continentes (Aún no se había descubierto Oceanía). Al trasladar esta tradición alegórica al formato íntimo del retrato al pastel, Carriera centró una atención inusual en la especificidad de cada rostro. La datación de los Continentes es incierta, muestra de la escasa documentación sobre esta obra, pero se cree que datan más o menos de 1720. La serie completa de los Continentes estuvo en Dresde, pero más tarde dos obras habrían acabado en un museo de Nueva York,  donde también hay una copia de África,  mientras que América habría acabado en el museo nacional de la mujer en el arte de Washington.  Prueba de su éxito, las series fueron muy copiadas e imitadas.

## Descripción

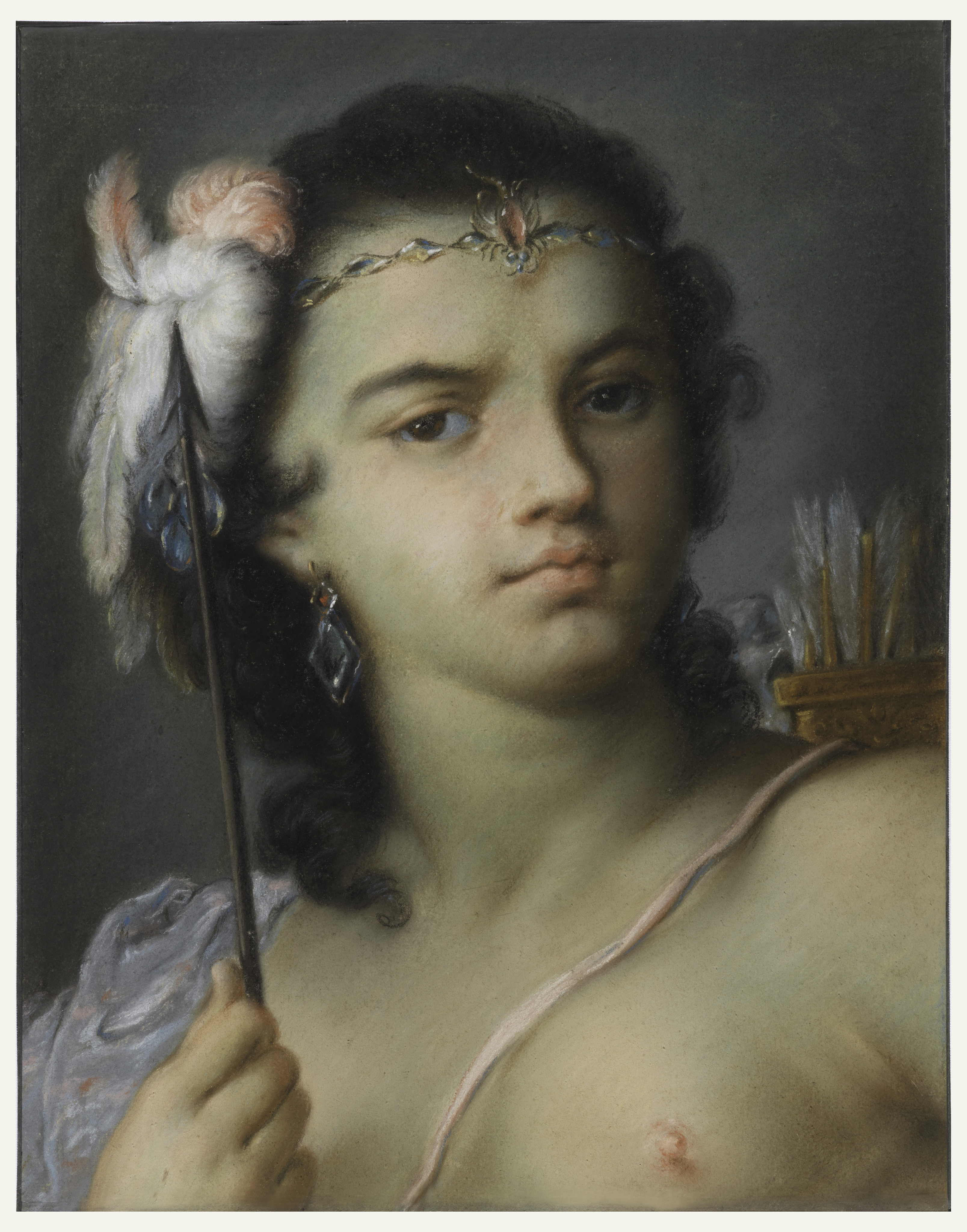
América, otro cuadro de la serie sobre los cuatro continentes.

Esta belleza africana tiene un colgante de coral rojo en forma de escorpión pendiente del cuello y la cabeza cubierta con un turbante de seda, rico en plumas y joyas; lleva aretes con dos gruesas perlas en forma de lágrima en las orejas y su cuello está rodeado por un collar de perlas brillantes.  El cuerpo y la cabeza están inclinados y la mirada dirigida hacia su izquierda.
Su segundo collar no está cerrado, sino que se abre libremente: mitad de perlas y mitad de coral rojo, este collar se sujeta alrededor del cuello por el peso de un broche, compuesto por una rama de coral tallada en forma de escorpión;  el otro extremo cuelga suelto sobre el pecho. Rosalba Carriera, nacida en Chioggia, conoció la gran tradición orfebre de Venecia.
La joven negra sostiene en el puño de su mano izquierda unas víboras: el veneno del escorpión y el de la víbora son un signo premonitorio para quien quiera penetrar en el entonces desconocido corazón de África.  Las riquezas provienen de los mares que rodean este continente, especialmente el coral rojo y las perlas, mientras que el interior está fuera del alcance de los europeos. Incluso la sonrisa de la mujer, con los labios entreabiertos, parece siniestra. Se destacan los dientes, ya que en la época existía una analogía con el marfil, otro de los productos de lujo presentes en el continente, según la descripción realizada por François Bernier. 